# Marlen Chucijev
Marlen Chucijev (4. října 1925 Tbilisi – 19. března 2019 Moskva) byl sovětský a gruzínský filmový režisér. Světové proslulosti dosáhl pod ruskou podobou svého jména, jeho původní gruzínské jméno znělo Marlen Chucišvili. V 60. letech patřil k nejméně konvenčním sovětským filmařům, především díky snímkům Je mi dvacet let a Červencový déšť. Především v souvislosti s nimi se hovořilo o "sovětské nové vlně". Sovětské úřady mu po uvedení druhého z filmů takřka na dvě dekády zakázaly točit.

## Život
Jeho otec byl zastřelen během Stalinovy velké čistky. Chucijev vystudoval režii na Gerasimovově institutu kinematografie, absolvoval roku 1952. Byl zde žákem Igora Savčenka. Na velkém plátně debutoval roku 1956 filmem Jaro v Zarečné ulici (Věsna na Zarečnoj ulice), kde ještě zachoval schéma romantického filmu, měl také mimořádný divácký ohlas, shlédlo ho 30 milionů diváků. Roku 1958 uvedl do kin druhý snímek, již méně schematický, příběh válečného sirotka Fjodora a muže, který si ho osvojil, pod názvem Vlaky se vracejí (Dva Fjodora). Film založil slávu herce Vasilije Šukšina. V 60. letech pak přišel Chucijev se dvěma neotřelými snímky, které ho proslavily a vysloužily mu pověst alternativce mezi sovětskými tvůrci: Je mi 20 let (Mne dvadsat let) a Červencový déšť (Julskij dožd). Často byly přirovnávány k dílům francouzské nebo československé nové vlny. První z nich si odvezl z Benátského festivalu Stříbrného lva - Velkou cenu poroty. A to navzdory tomu, že ho poznamenala cenzura, instruována osobně generálním tajemníkem sovětských komunistů Nikitou Chruščovem. Původně čtyřhodinový snímek byl zkrácen o hodinu a půl a byl změněn i název - původní zněl Iljičova brána (Zastava Iljiča). Červencový déšť, doprovázený hudbou Bulata Okudžavy, ještě více zaostřil deziluzivní a skeptický pohled na sovětskou realitu. Bezútěšnost, jež z filmu čišela, neunikla mocenským strukturám sovětského režimu. Chucijev byl odstaven, směl jen učit na své alma mater. K filmové kameře se směl vrátit až za osmnáct let, roku 1984. Tehdy natočil snímek Posleslovije. Po nástupu perestrojky Michaila Gorbačova byl jmenován roku 1986 národním umělcem SSSR. Po pádu komunismu natočil ještě dva filmy, roku 1992 Beskonečnosť, která si přivezla vedlejší cenu z Berlinale, a v roce 2017 se Chucijev rozloučil snímkem Něvěčerňaja.